# Escañuela (kommun)
Escañuela är en kommun i Spanien.   Den ligger i provinsen Provincia de Jaén och regionen Andalusien, i den centrala delen av landet, 280 km söder om huvudstaden Madrid. Antalet invånare är 975.